# Mariawici w Krakowie

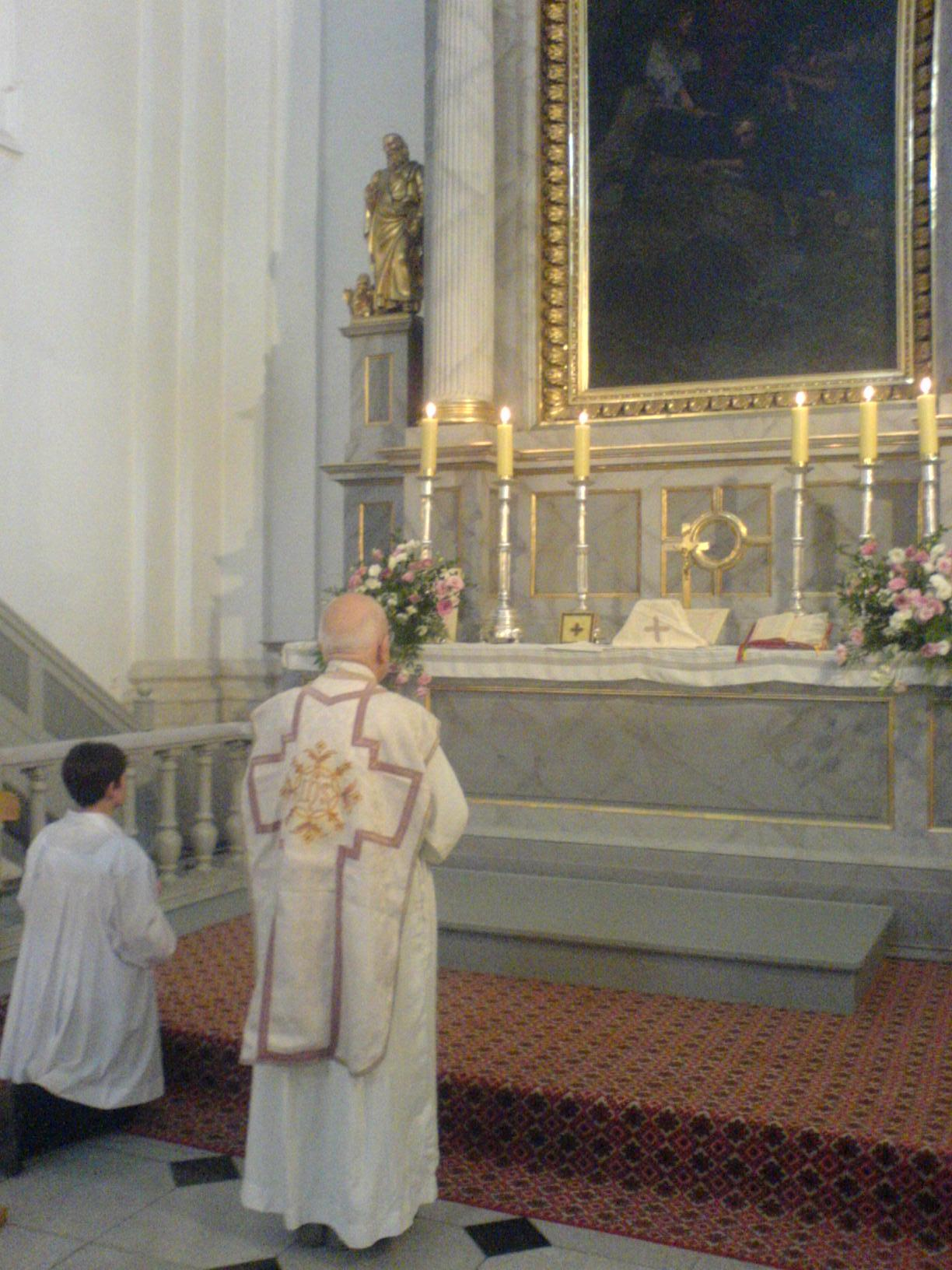
Kapł. Konrad M. Paweł Rudnicki sprawuje mariawicką liturgię w kościele św. Marcina

Mariawici w Krakowie – grupa wiernych pozostających w diasporze, którzy przynależą do dwóch denominacji: Kościoła Starokatolickiego Mariawitów (denominacja płocka) i Kościoła Katolickiego Mariawitów (denominacja felicjanowska).

## Liczebność
W 2013 w Krakowie mieszkało 21 mariawitów denominacji płockiej i z denominacji felicjanowskiej. Według danych spisu powszechnego z 2021 roku, na terenie województwa małopolskiego 341 osób podało w deklaracji wyznaniowej Kościół Starokatolicki Mariawitów, w samym Krakowie 52 osoby, a w powiecie krakowskim 20 osób. Duża liczba deklaracji podana została w powiecie dąbrowskim - 30 osób, nowosądeckim - 32 osoby, nowotarskim - 30 osób i tarnowskim - 25 osób.

## Historia
Od początku swojej obecności na terenie Krakowa i okolic mariawici nie utworzyli parafii. Mariawityzm w tej części Małopolski był bardzo prześladowany, przez co nie udało się utworzyć stałych struktur. Przykładem jest historia mariawitki z Trzebini, która spotykała się z silnym ostracyzmem ze względu na przekonania religijne. 
Niewielka mariawicka społeczność funkcjonowała na terenie rzymskokatolickiej parafii Kozłów koło Miechowa, gdzie w Przysiece domu rodziny Podsiadłów urządzona została w pełni wyposażona kaplica obsługiwana przez proboszczów parafii mariawickiej z Dąbrowy Górniczej. Wskutek prześladowań została przeniesiona do miejscowości Bogdanów, do domu rodziny Skrzypicieli, którzy spokrewnieni byli z proboszczem parafii mariawickiej w Gniazdowie, kapłanem Apolinarym Marią Hieronimem Skrzypicielem.  
Początki mariawickiej obecności w Krakowie wiążą się z rodziną Dorynków, którzy po rozłamie w 1935 roku opowiedzieli się za arcybiskupem Janem Marią Michałem Kowalskim. W ich mieszkaniu prywatnym, przy ul. Krowoderskiej odbywały się nabożeństwa, którym przewodniczyli kapłani i kapłanki ludowe.  
W 1968 kapłanem denominacji płockiej został Konrad M. Paweł Rudnicki, który przeniósł się do Krakowa w związku z rozpoczęciem pracy na Uniwersytecie Jagiellońskim. Wspólnota została zaliczona jako filia parafii św. Marii Magdaleny w Gniazdowie. Nabożeństwa zorganizowano w improwizowanej kaplicy w mieszkaniu kapłana przy ul. św. Sebastiana. Na prośbę zwierzchnika denominacji felicjanowskiej bpa Józefa M. Rafaela Wojciechowskiego, kapł. Rudnicki objął opieką duszpasterską także wiernych z tego nurtu.
W latach 1981–1989 mariawici gromadzili się wspólnie na nabożeństwach w kaplicy katechetycznej baptystów. 1 stycznia 2007 rada parafii ewangelicko-augsburskiej udostępniła mariawitom kościół św. Marcina.   
12 listopada 2013 roku zmarł dotychczasowy duszpasterz krakowskich mariawitów kapłan M. Paweł Rudnicki. Od tego czasu wierni z denominacji płockiej podlegali opiece duszpasterskiej parafii św. Marii Magdaleny w Gniazdowie koło Koziegłów.
W latach 2015–2017 kapłan Tomasz Maria Daniel Mames dojeżdżał z Gniazdowa do Krakowa, gdzie odprawiał mariawickie nabożeństwa w kościele ewangelickim w Krakowie. Nabożeństwa zostały wznowione w listopadzie 2021 roku, odkąd opiekę nad krakowskimi mariawitami przejęła parafia Przemienienia Pańskiego w Wierzbicy.  

## Działalność
Mariawickie nabożeństwa celebrowane są, najczęściej w II niedzielę miesiąca o godzinie 17.00, w kościele ewangelickim św. Marcina. Organizowane są także dla wiernych rekolekcje adwentowe i wielkopostne. Informacje z życia diaspory krakowskiej zamieszczane są na stronie facebookowej Mariawici w Krakowie. Okazjonalnie nabożeństwa mariawickie sprawowane są również w parafii polskokatolickiej Wniebowstąpienia Pańskiego w Krakowie. Mariawicka społeczność angażuje się w życie ekumeniczne miasta i należy do Krakowskiego Oddziału Polskiej Rady Ekumenicznej.  
Krakowska wspólnota Kościoła Starokatolickiego Mariawitów swoim zasięgiem obejmuje mariawitów z województwa małopolskiego, w tym także rodziny z Nowego Sącza, gdzie również sporadycznie sprawowane są nabożeństwa mariawickie w miejscowym kościele ewangelicko-augsburskim. 